# Martina Castells Ballespí
Martina Castells Ballespí (Lérida, 23 de julho de 1852 - Reus, 21 de janeiro de 1884) foi uma médica espanhola. Primeira mulher a se formar em medicina no país. Foi também uma das primeiras na Espanha a ganhar o título de doutora em medicina.

## Biografia
Martina nasceu em Lérida, na província de mesmo nome, em 1852 em uma família com uma longa tradição de médicos. De saúde frágil e por ser mulher, muitos não viam com bons olhos seus interesse nos estudos. Aos 8 anos de idade, ela é obrigada a largar a escola para tratar uma infecção ocular na casa de alguns tios em Zumaia, na província de Guipúscoa. Enquanto ficava por lá, dedicou-se a escrever, principalmente poesias.
Sua vida muda com a Revolução de 1868, onde o novo governo derrubou a monarquia de Isabel II e permitiu, entre outras coisas, que mulheres pudessem estudar e seguir carreiras na ciência e nas universidades. Martina então retoma os estudos, onde ingressa em 1877 na Faculdade de Medicina de Barcelona, junto de outras duas mulheres: Maria Elena Maseras e Dolors Aleu i Riera. Antes mesmos de terminar seus estudos, ela já trabalhava em Madri, para ganhar experiência e contar pontos na faculdade.
Mesmo com a permissão de estudo, as mulheres ainda não tinham permissão de realizar o exame para obter licença de clinicar e atuar como médicas. Martina levou o caso até às altas instâncias do governo espanhol, denunciando a discriminação contra mulheres, que ela chamava de "o resultado da ignorância e superstição", na Câmara dos Deputados.
Ao completar os estudos com Dolores, ela tentou ingressar no pedido de doutora em medicina em 1881, mas não obteve permissão até abril do ano seguinte. Entre os dias 20 e 25 de abril ela presta provas e recebe a aprovação final. Sua tese defendia a educação de mulheres, sua felicidade e da própria humanidade com uma melhor representação feminina e sua evolução. Seu pioneirismo levou a justiça espanhola a abolir a proibição contra mulheres de conseguirem títulos acadêmicos.

## Vida pessoal e morte
Martina especializou-se em pediatria. Casou-se com um médico militar, Antonio Constanti. Infelizmente, Martina exerceu pouco a medicina. Aos 31 anos, em 21 de janeiro de 1884, Martina faleceu devido à uma nefrite, enquanto estava grávida. É lembrada até hoje na Espanha como médica e pioneira.